# Wasuwatta
Wasuwatta fou un districte fronterer entre Lukka i els hitites, de situació desconeguda. Fou breument ocupat per la gent de Lukka al començament del regnat d'Hattusilis III però els hitites el van recuperar poc després.